# Église Saint-André de Montagnac
Pour les articles homonymes, voir Église Saint-André.
L'église Saint-André de Montagnac est une église catholique située à Montagnac, en France.

## Localisation
L'église est située sur la commune de Montagnac, dans le département français de l'Hérault.

## Historique
Une première église à Montagnac est mentionnée dès 990 dans un cartulaire d’Agde.
L'église a dû être reconstruite après l'augmentation de population à la suite de l'essor économique de la ville provoqué par l'établissement de foires accordées au XIIIe siècle par les évêques d'Agde puis par les rois de France après le rattachement du Languedoc au domaine royal. La ville a été rachetée par Louis IX et obtient le statut de ville royale.
L'église Saint-André, autrefois Notre-Dame, est une des rares églises du Languedoc construite à trois vaisseaux à la fin du XIIIe siècle et au début du XIVe siècle.
L'église est rattachée en 1320 à l'abbaye de Valmagne. Elle reste unie à cette abbaye jusqu'en 1628 malgré les protestations de l'évêque d'Agde.
Aucun document ne permet de préciser la date de début de sa construction. Un acte notarié permet de savoir que la construction est en pleine activité en 1315. Cette église date pour l'essentiel du XIVe siècle. Une première campagne de construction a permis d'élever l'abside, les deux absidioles et la quatrième travée de la nef. Le chantier a repris au début du XIVe siècle avec l'édification des trois premières travées des trois vaisseaux de la nef, le portail, la tour-clocher élevée au-dessus de la première travée du collatéral gauche. Des arrachement au-dessus du collatéral de droite font supposer qu'une seconde tour y avait été prévue. 

Comme d'autres églises du Languedoc, l'église a été fortifiée et intégrée dans les défenses de la ville dans la seconde moitié du XIVe siècle pour se protéger des bandes du Prince Noir. Les voûtes ont été refaites au XVe siècle. Les chapelles latérales datent plutôt des XVe et XVIe siècles. La tribune est du XVIe siècle. 
L'église a été assiégée par les protestants en 1562.
Le lanternon située au en haut du clocher a été construit en 1688.

## Protection
L'église Saint-André fait l’objet d’un classement au titre des monuments historiques depuis le 22 juillet 1958.

## Dimensions principales de l'église
- Longueur totale : 44 m,
- Hauteur sous clé du vaisseau central de la nef : 18,38 m,
- Hauteur du clocher : 50,54 m.

## Orgue
L'orgue de l'église Saint-André a été réalisé par le facteur d'orgues toulousain Baptiste Puget en 1860. La partie instrumentale de l'orgue a été classée monument historique au titre objet le 1er mars 1984.

## Galerie

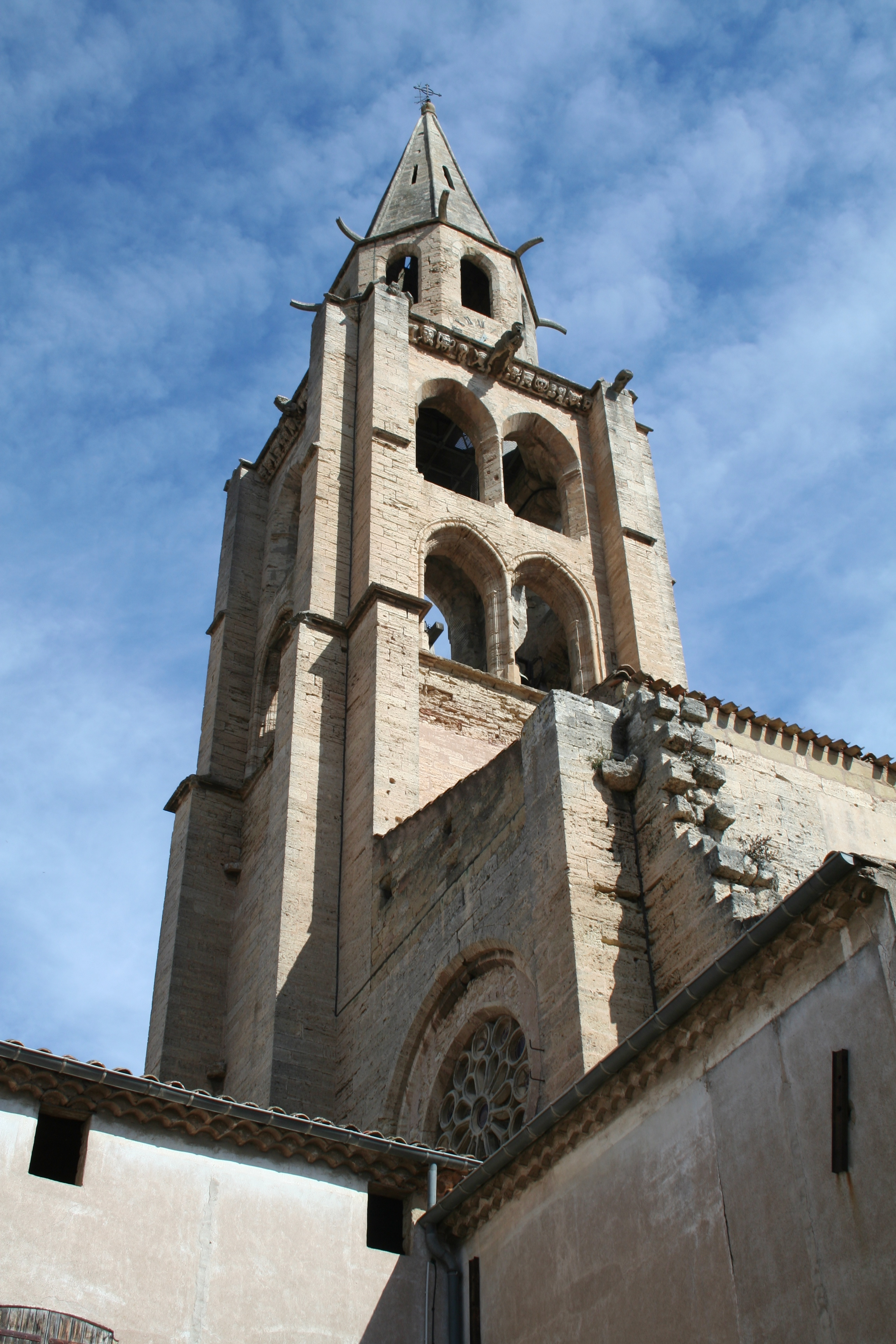
Clocher.
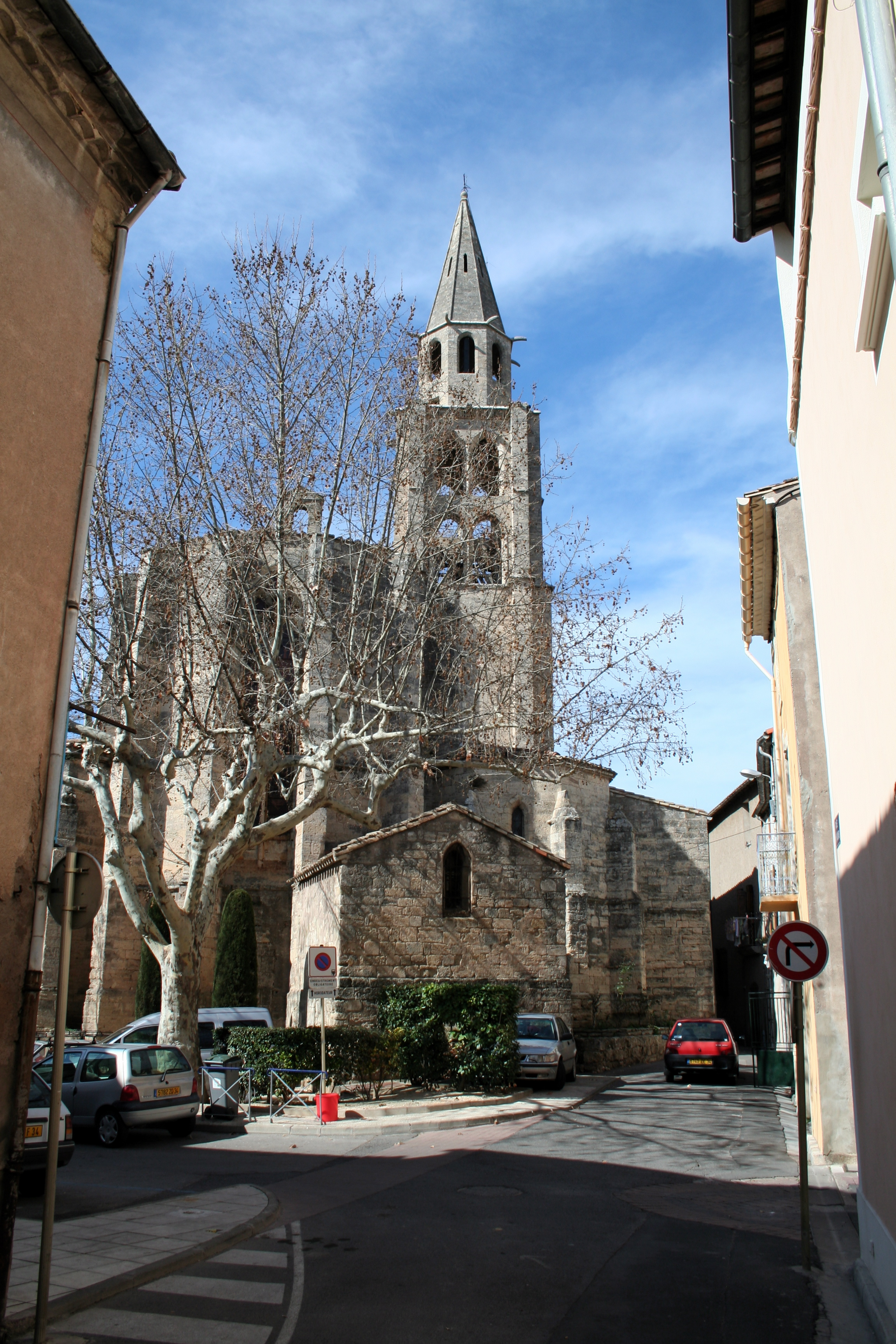
Chevet.
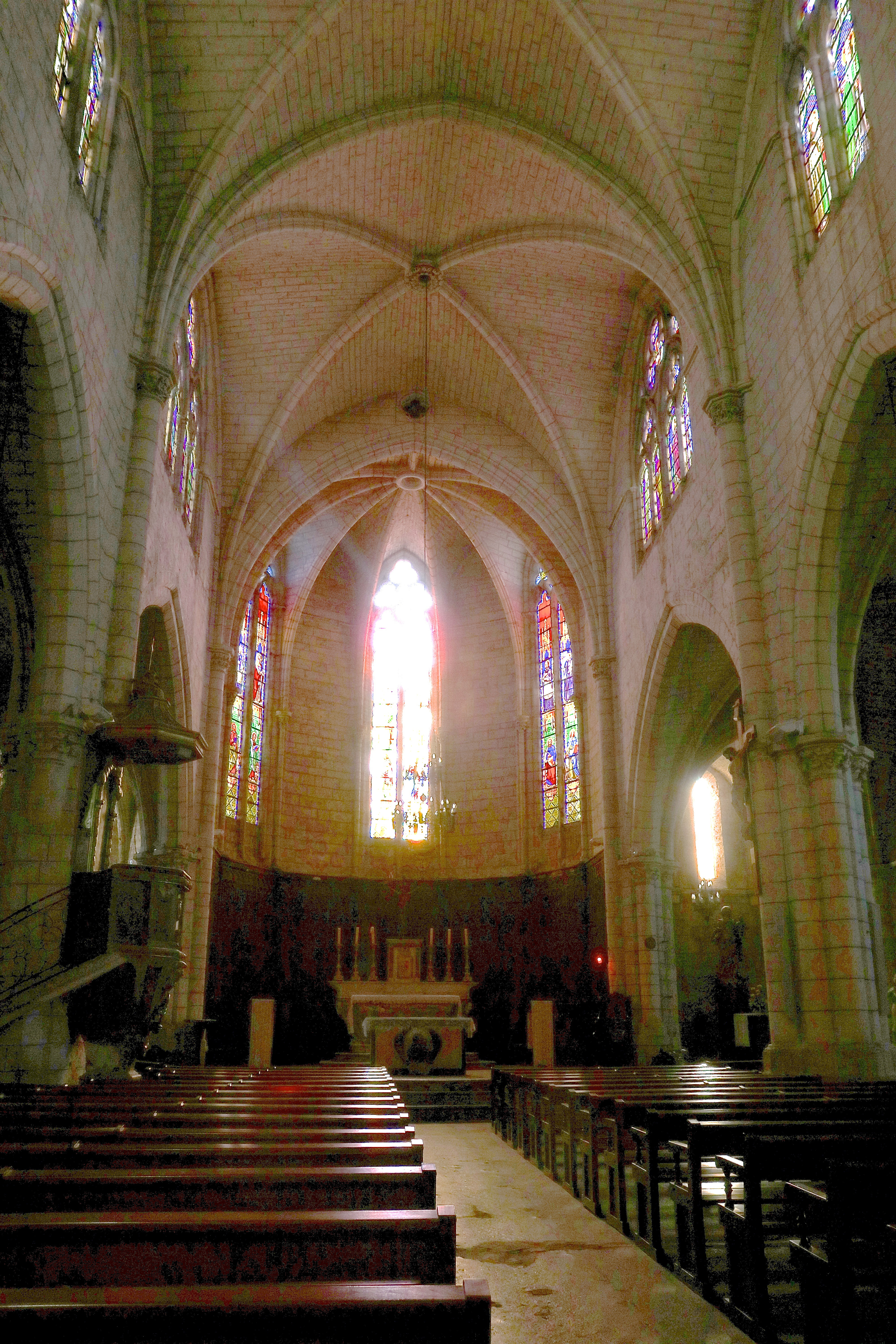
Vaisseau central de la nef.
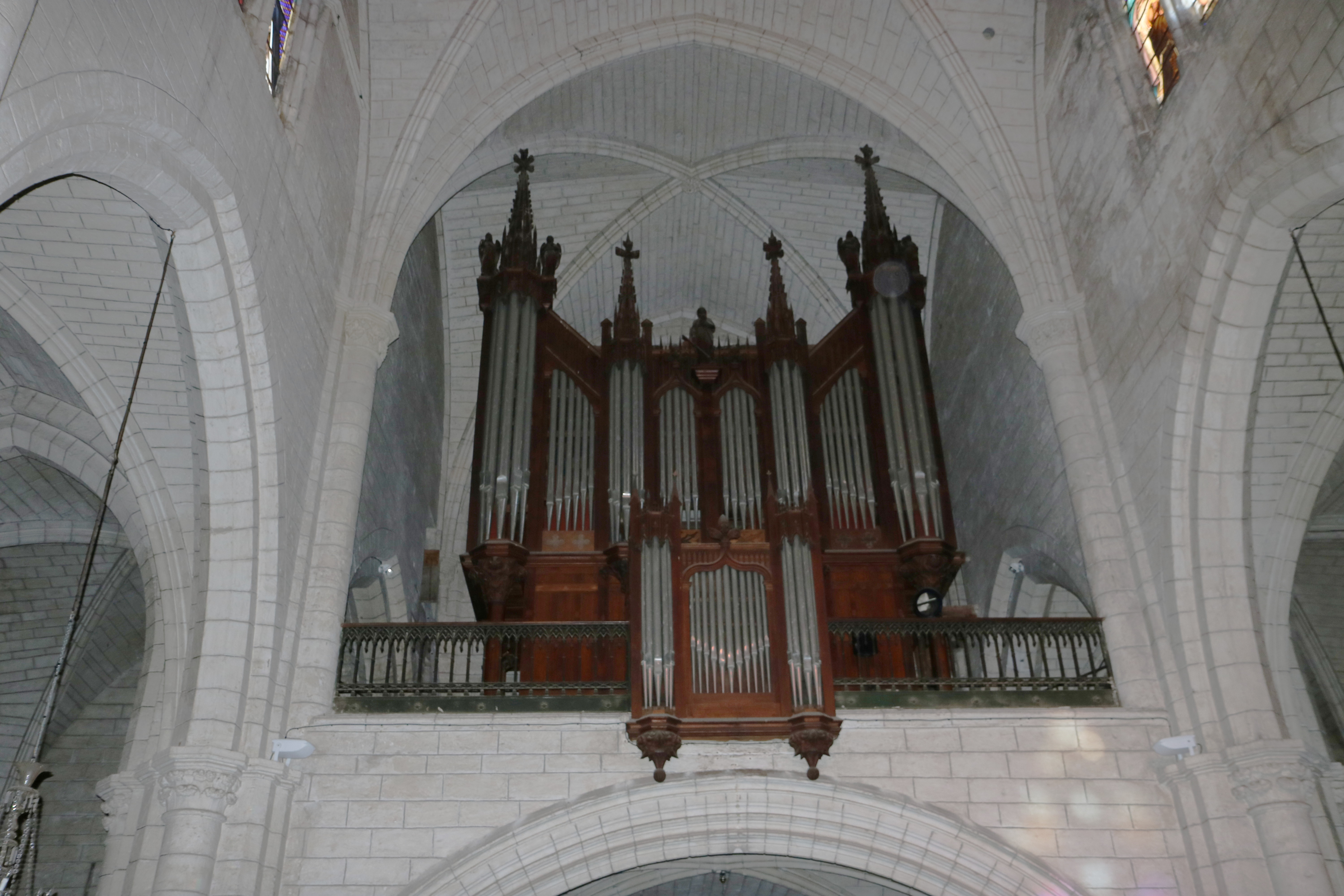
Orgue de tribune.